# سفياتوسلاف الأول
سفياتوسلاف أو سفياتوسلاف الأول إيغوريفيتش (943 - 972) كان أمير كييف من عام 945 حتى وفاته عام 972. وهو معروف بحملاته المستمرة في الشرق والجنوب، والتي عجلت بانهيار قوتين عظيمتين في أوروبا الشرقية وهما الخزرية والإمبراطورية البلغارية الأولى. غزا العديد من القبائل السلافية الشرقية، وهزم الألان وهاجم بلغار الفولغا، وفي بعض الأحيان كان متحالفًا مع البجناك والمجريين.

## النشأة
يذكر اسم سفياتوسلاف لأول مرة في الاسفار التاريخية عام 945 حين شارك في أول معركة له مع قبيلة الدريفلان وهو الطفل البالغ من العمر 3 سنوات.
وقررت امه أولغا الانتقام من الدريفليان على قتلهم زوجها ايغور أمير كييف. فركب سفياتوسلاف خيلا ورمى رمحا في اتجاه العدو، مما شجع عساكر كييف على مهاجمة خصومهم.

## حكمه
تربى سفياتوسلاف منذ نعومة أظافره كمقاتل، وعلمه العسكري الإسكندنافي أسمود على ركوب الخيل وقيادة المركب والاختفاء في الغابة والسهب من الأعداء، وأما القائد الإسكندنافي الآخر سفينيلد فعلم سفياتوسلاف على فن الحرب. بدأ سفياتوسلاف بممارسة الحكم في كييف منذ منتصف ستينات القرن التاسع، وتسلم زمام السلطة من أمه أولغا، لكنه لم يشبه أمه التي كانت قد اعتنقت الدين المسيحي، وبقي وثنيًا في الحياة الاجتماعية والحياة المنزلية، حيث تعددت لديه الزوجات كما جرت العادة لدى السلافيين الوثنيين وأنجبت كل منهن أطفالًا له، وكان يعبد الأصنام التي ترأسها آنذاك الإله بيرون.
كما اختلف سفياتوسلاف عن أمه في موقفه من إدارة الدولة، فقد كانت أمه تحرص على الحفاظ بإمارتها، فيما كان الأمير سفياتوسلاف يحلم بفتوحات بعيدة وحملات عسكرية خارج إمارة كييف.
وتصفه الأسفار بانه مقاتل حقيقي كان يبيت في العراء واضعا سرجًا تحت رأسه وليس في خيمة، لم يأكل سفياتوسلاف لحمًا مطبوخًا في مطبخ، بل شوى لحم الحيوانات المفترسة على النار، ولم يسمح لنفسه ولعساكره بأن يأخذوا معهم أثقالًا، لذلك كانت خيالته الخفيفة سريعة في التنقل ومفاجئة للعدو بهجماتها المباغتة، لم يخف سفياتوسلاف من أعداءه، وقبل أن يبدأ في حملة عسكرية كان يبعث برسالة إلى خصمه مفادها: «أريد مهاجمتكم».

### الحملات العسكرية
وقام سفياتوسلاف بحملتين عسكريتين كبيرتين، أولهما ضد دولة الخزر.
والخزر من الأقوام التركية التي أسست إمبراطورية في أوروبا الشرقية دامت أكثر من 500 عام وقد اتخذوا ايتيل (أستراخان الحالية) عاصمة لهم، وكان حكام الخزر يعتنقون اليهودية، أما الشعب فكان من المسلمين والمسيحيين.
قرر سفياتوسلاف توجيه ضربات إلى شعب بلغار نهر الفولغا والخز. واستمرت حملته العسكرية ضدهما 4 سنوات، وانتصر الأمير سفياتوسلاف خلالها في كل المعارك وقهر البلغار والخزر وقبائل الياسوغ والكاسوغ في شمال القوقاز، واستولى على حصون نهر الدون وأسر أهاليها، وخرب عاصمة الخزر مدينة ايتيل وأسس قاعدة روسية على شاطئ مضيق كرتش المطل على البحر الأسود تحولت فيما بعد إلى إمارة تموتاراتان الروسية.
في عام 968 الميلادي نظم سفياتوسلاف حملة عسكرية أخرى ضد الإمبراطورية البلغارية الواقعة على نهر الدانوب، حيث دحر جيشه المتألف من 10 آلاف جندي 30 ألف من جحافل البلغار واستولى على مدينة فيليكي بريسلاف التي أطلق عليها تسمية سلافية شرقية وهي بيرياسلافيتس التي أراد ان يتخذها عاصمة له.
وهرب القيصر البلغاري إلى بلاد الروم، حيث اتفق مع الإمبراطور نقفور الثاني على تحريض الرحل البيشينيغ ضد إمارة كييف، فهاجمت خيالة البيشينيغ كييف وأحكمت الحصار عليها، مما اضطر سفيتوسسلاف إلى العودة إلى وطنه وطرد البيشسينيغ من اراضي كييف، فقال سفياتوسلاف لأمه أنه لا يريد الحكم في كييف، بل يريد أن يعيش في بيريياسلافيتس التي هي حلقة الوصل بين الغرب والشرق والموطن العريق لشعبه الذي كان في الأزمة الغابرة يقطن ضفاف نهر الدانوب، فقسم سفياتوسلاف إمارة كييف بين أبنائه الثلاثة.
وأبقى ابنه الأكبر ياروبولك ليحكم في كييف وأرسل فلاديمير إلى مدينة نوفغورود الكبرى ليحكم فيها وأرسل ابنه الثالث أوليغ إلى أرض دريفليان، ثم تعجل ليحضر إلى مملكته الواقعة على نهر الدانوب حيث دحر عام 970 القيصر البلغاري بوريس الثاني وضم بلاده كلها الممتدة من نهر الدانوب إلى جبال البلقان، ثم وقعت معركة حاسمة بين جيشه والقوات البيزنطية، انتصر فيها أيضًا، لكنه فقد عددا كبيرا من جنوده، لذلك تخلى عن حصار القسطنطينية واكتفى بتقبل الهدايا، فعاد إلى عاصمته الجديدة، في عام 971 استمرت الحرب بين سفياتوسلاف والإمبراطورية البيزنطية التي أسفرت عن توقيع اتفاقية الهدنة بين الجانبين.

## وفاته
بعد توقيع اتفاقية السلام مع الروم قرر سفياتوسلاف زيارة اهله في كييف حيث توفت امه، فابقى جيشه في العاصمة البلغارية وتوجه إلى كييف على رأس فريق صغير من عساكره.
وأبلغ البيزنطيون البيشينيغ عن رحلة سفياتوسلاف، فنصبوا كمينا وقع فيه هو وفريقه.وتروى الاسفار ان أمير البيشينيغ قتل سفياتوسلاف فصنع كأسا من جمجمته وملأه بالنبيذ ليشرب منه هو وعساكره. وحدث ذلك في عام 972 الميلادي.